# Тинаму пуны
Тинаму пуны, или горно-степной тинаму (лат. Tinamotis pentlandii) — вид птиц семейства тинаму (Tinamidae). Видовое латинское название дано в честь ирландского учёного-натуралиста Джозефа Барклая Пентланда (1797—1873).
Птица живёт на высокогорных лугах на высоте 4000—4700 метров над уровнем моря. Вид распространён в Перу, Боливии, на севере Чили и Аргентины.
Длина тела достигает 41 см. Половой диморфизм не наблюдается. Окраска коричневая с белыми пятнами. Грудь серая, брюхо рыжее. Голова белая с рыжими полосами. Радужина и клюв коричневые. Ноги светло-серые, шпора отсутствует
.